# Hagyárosbörönd
Hagyárosbörönd là một thị trấn thuộc hạt Zala, Hungary. Thị trấn này có diện tích 11,25 km², dân số năm 2010 là 292 người, mật độ 26 người/km².